# Trichogramma pretiosum
Trichogramma pretiosum är en stekelart som beskrevs av Riley 1879. Trichogramma pretiosum ingår i släktet Trichogramma och familjen hårstrimsteklar. Inga underarter finns listade i Catalogue of Life.